# Taba Anyar (Lebong Selatan)
Taba Anyar is een bestuurslaag in het regentschap Lebong van de provincie Bengkulu, Indonesië. Taba Anyar telt 2515 inwoners (volkstelling 2010).